# Beata Sokołowska-Kulesza
Beata Sokołowska-Kulesza (* 10. Januar 1974 in Gorzów Wielkopolski, Woiwodschaft Lebus) ist eine polnische Kanurennsportlerin und zweimalige Gewinnerin der olympischen Bronzemedaille im Zweier-Kajak (K-2) mit Aneta Pastuszka über 500 m in Sydney 2000 und Athen 2004.
Ihre Spezialdisziplin sind die Sprintstrecken (200 m, 500 m) im Einer-Kajak (K-1), Zweier-Kajak (K-2) und im Vierer-Kajak (K-4).

## Karriere
Beata Sokołowska begann 1986 beim Kanusportclub ihres Heimatortes mit dem Kanurennsport. Sie trainiert bei dort gemeinsam mit ihrer Doppelpartnerin Aneta Pastuszka. Trotz gemeinsamer Erfolge trat ihre Partnerin bei Olympia 1996 im Einer an, während sie selbst gegen eine Anämie kämpfte. Bei den Kanurennsport-Weltmeisterschaften 1999 in Mailand wurde sie Weltmeisterin im K-2 über 500 m, holte Silber über 200 m und zweifach Bronze im K-4 über 200 m und 500 m. In Sydney 2000 verpasste sie mit der Mannschaft über 500 m den dritten Platz nur knapp (6,6 Hundertstel); zudem zerstörten ungleiche Windbedingungen den Traum vom sicheren Gold, jedoch war sie mit der Bronzemedaille über 500 m mit ihrer Partnerin unter diesen Umständen zufrieden. In den folgenden Jahren bestimmte sie die polnische Kanuelite (17 Gold-, 7 Silber- und 2 Bronzemedaillen). Bei den Kanurennsport-Weltmeisterschaften 2001 in Posen wurde sie über die 200-m- und die 500-m-Strecke im K-2 mit Aneta Pastuszka jeweils Zweite. Bei den Kanurennsport-Weltmeisterschaften 2003 in Gainesville (Georgia) errang sie dreimal die Bronzemedaille; über 200 m wiederum mit Aneta Pastuszka im Kanu, über 500 m mit Joanna Skowroń und mit ihren Mannschaftskolleginnen Iwona Pyżalska, Małgorzata Czajczyńska und Joanna Skowroń im Vierer ebenfalls über 200 m. Bei den Kanurennsport-Weltmeisterschaften 2005 in Zagreb verpasste sie eine Einzelmedaille, sprintete aber mit der Mannschaft in derselben Besetzung wie 2003 über 200 m zu Silber. Sie ist zudem mehrfache Siegerin und Medaillengewinnerin bei Kanurennsport-Europameisterschaften.

## Privates
Auch nach der Geburt ihres Kindes im Jahre 2002 schaffte sie den Sprung in den Nationalkader. Sie ist verheiratet und lebt noch immer in Gorzów Wielkopolski.

## Ehrungen
Beata Sokołowska-Kulesza erhielt am 10. November 2000 das Verdienstkreuz der Republik Polen in Gold. Am 7. Oktober 2004 wurde sie mit dem polnischen Orden Polonia Restituta in der Ritterklasse geehrt.